# Showmasters
Showmasters is een talentenquiz die door de NCRV (1988-1989) en RTL 4 (1990) werd uitgezonden.

## Programma
Het programma zocht nieuwe talenten om televisieprogramma's te presenteren. De kandidaten werden onderworpen aan een aantal tests om hun talent te tonen. Terugkerende onderdelen waren onder meer de spelletjes "Superflip" en "Showstift" en het uitvoeren van een STER-spot. Ook kreeg elke kandidaat te maken met een plaagvogel: tijdens de uitzending ging iets mis en het was aan de kandidaat om dit op een creatieve manier op te lossen. Aan het einde van een seizoen werd de winnaar bekendgemaakt, die een programma mocht gaan presenteren bij de NCRV en later op RTL 4. De redactie werd gevormd door René Sleeswijk en Bert van der Veer.

## Presentatie
Showmasters werd gepresenteerd door Sandra Reemer. Het programma was eerst te zien bij de NCRV. Toen Joop van den Ende eind jaren 80 een eigen zender TV10 startte, ging Reemer mee naar deze zender. Na het stranden van de plannen werd ze, evenals vele andere presentatoren, ondergebracht bij RTL 4. Hier was Showmasters in 1990 weer te zien.

## Jury
De jury werd tijdens het eerste seizoen (1988-1989) voorgezeten door Pim Jacobs. Jacobs werd vergezeld door drie wekelijks wisselende gast-juryleden. Tijdens het tweede seizoen op RTL 4 (1990) zaten Karel Prior (juryvoorzitter), Liesbeth List en Ruud ter Weijden in de jury.

## Deelnemers
Voor onder anderen Bart Bosch, Carlo Strijk, Jan ten Hoopen, Jochem van Gelder, Marja van der Toorn (Sugar Lee Hooper), Rolf Wouters en Willem Bol bleek het programma het begin van een min of meer succesvolle carrière.